# Coleoxestia pirrensis
Coleoxestia pirrensis es una especie de escarabajo longicornio del género Coleoxestia, tribu Cerambycini, subfamilia Cerambycinae. Fue descrita científicamente por Eya & Chemsak en 2005.

## Descripción
Mide 28-32 milímetros de longitud.

## Distribución
Se distribuye por Panamá.